# Magnox

Diagrama esquemático de un reactor nuclear Magnox mostrando el flujo del gas. Obsérvese que el intercambiador de calor está en el exterior del escudo protector de la radiación de cemento. Se representa un antiguo diseño Magnox con un vaso de presión cilíndrico de acero.

Magnox es un tipo obsoleto de reactor de energía nuclear que, cuando funcionaba con un corto y antieconómico ciclo de combustible, podía producir plutonio para armas nucleares. Era originario del Reino Unido donde en total, se construyeron 11 plantas de energía con un total de 26 unidades. Además, se exportó una a Japón y otra a Italia. Corea del Norte también desarrolló sus propios reactores Magnox basados en el diseño del Reino Unido, lo que fue hecho público en una conferencia de Átomos para la Paz.
La primera planta de energía Magnox, Calder Hall, fue la primera planta de energía nuclear del mundo occidental, y la segunda del mundo tras la pequeña central nuclear soviética de Óbninsk. La primera conexión a la red se produjo el 27 de agosto de 1956, y la planta fue inaugurada oficialmente por la Reina Isabel II el 17 de octubre de 1956. . Cuando se cerró la planta el 31 de marzo de 2003, el primer reactor había estado en funcionamiento durante cerca de 47 años .
No obstante, las dos primeras plantas (Calder Hall y Chapelcross) eran de propiedad inicialmente de la UKAEA y se utilizaron básicamente al principio para producir plutonio para uso militar, con dos cargas de combustible por año. . Desde 1964 se utilizaron principalmente para ciclos de combustible comerciales, a pesar de que no fue hasta abril de 1995 que el gobierno del Reino Unido anunció que toda la producción de plutonio con finalidad militar había cesado. .
Las posteriores y mayores unidades fueron propiedad de CEGB y funcionaron en ciclos de combustible comerciales.
En 2005, cuatro plantas de energía Magnox siguen funcionando en el Reino Unido y se tiene previsto su cierre para el año 2010.
Magnox es también el nombre de una aleación— básicamente de magnesio con pequeñas cantidades de aluminio y otros metales— utilizada en la cobertura de combustible de uranio no enriquecido con una cubierta inoxidable para contener productos de fisión.
Magnox es una aleación de Magnesio no oxidable.
Este material tiene la ventaja de una baja captura de neutrones en sección cruzada, pero tiene dos importantes inconvenientes:
- Limita la temperatura máxima, y en consecuencia la eficiencia térmica, de la planta.
- Reacciona con el agua, impidiendo el almacenaje a largo plazo bajo el agua del combustible gastado.

El combustible Magnox incorpora aletas de refrigeración para proporcionar la máxima transferencia de calor a pesar de las bajas temperaturas de funcionamiento, lo que lo hace caro de producir. Aunque la utilización de metal de uranio en lugar de óxido hace el reprocesado más directo y por tanto más barato, la necesidad de realizar el reprocesado del combustible en un corto período de tiempo después de su retirada del reactor supone que los riesgos de fisión del producto sean graves. Se requieren costosas instalaciones remotas de manipulación para controlar este peligro.
La expresión magnox también puede hacer referencia a:
- Tres reactores en Corea del Norte, todos ellos basados en los diseños desclasificados de los reactores Magnox de Calder Hall:
  - Un pequeño reactor experimental de 5 MWe en Yongbyon, que funcionó de 1986 a 1994, y volvió a funcionar en 2003. El plutonio procedente del combustible gastado de este reactor ha sido utilizado en el programa de armas nucleares de Corea del Norte.
  - Un reactor de 50 MWe, también en Yongbyon, cuya construcción se inició en 1985 pero que nunca se finalizó debido al Acuerdo marco de 1994 entre Corea del Norte y Estados Unidos.
  - Un reactor de 200 MWe en Taechon, la construcción del cual se interrumpió en 1994.
- Nueve reactores de energía UNGG construidos en Francia, que ahora se encuentran apagados permanentemente. Estos eran reactores de grafito refrigerados por dióxido de carbono con combustible de metal de uranio natural, muy similares al diseño de los reactores Magnox británicos, excepto que la cobertura era de aleación de magnesio-zirconio.

La denominación aceptada para toda esta primera generación de reactores refrigerados por dióxido de carbono y moderados por grafito, incluyendo el Magnox y el UNGG, es GCR de la expresión inglesa Gas cooled reactor (reactor refrigerado por gas).
El Magnox fue sustituido en el programa británico de plantas nucleares por el Reactor avanzado refrigerado por gas (Advanced gas-cooled reactor) o AGR, que se derivó del mismo. Una característica clave de los AGR es la sustitución de la cobertura de magnox para permitir mayores temperaturas y mayor eficiencia térmica. La cobertura de acero inoxidable fue la adoptada tras probarse y desecharse muchas otras aleaciones.

## Descripción general

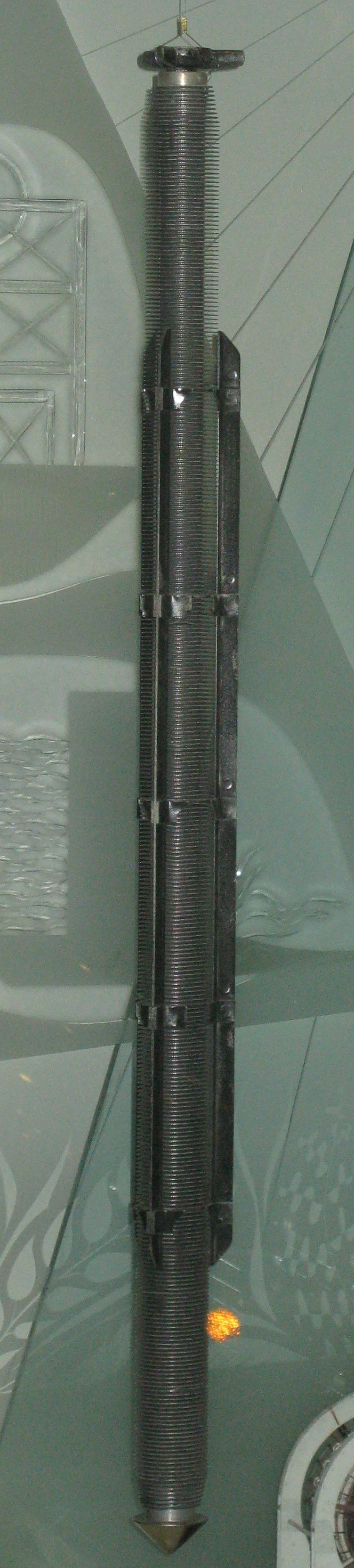
Barra de combustible nuclear magnox

Los reactores magnox están refrigerados por dióxido de carbono presurizado y son moderados por grafito. Utilizan como combustible uranio natural, es decir no enriquecido, y una aleación de magnox para la cobertura.
El diseño fue refinado de forma continuada, y muy pocas unidades son idénticas.
Los primeros reactores tenían recipientes de acero presurizados, mientras que las últimas unidades (Oldbury y Wylfa) son de cemento reforzado; algunas tienen una forma cilíndrica, pero la mayoría de ellos son esféricos.
La presión de trabajo oscila ente los 6,9 a 19,35 bar para los recipientes de presión de acero, y los dos diseños en cemento reforzado funcionan a 24,8 y 27 bar.
Ninguna compañía de construcción británica en su momento era lo suficientemente grande para construir todas las plantas nucleares, por lo que su realización se llevó a cargo por diversos consorcios en competición, de tal modo que ello añadió diferencias entre las plantas.
El repostado del combustible sobre la marcha era una parte esencial económicamente del diseño, al maximizar la disponibilidad de la planta de energía por eliminación de los tiempos de parada en el repostaje. Esto fue particularmente importante para Magnox ya que el combustible no enriquecido tiene un punto de ignición bajo, lo que requiere cambios de combustible más frecuentes que en la mayoría de los reactores de uranio enriquecido.
Los reactores Magnox tienen un considerable grado de seguridad inherente debido a su robusto diseño, baja densidad de energía, y la refrigeración por gas. Por ello no requieren ni poseen instalaciones de segunda contención.
Los accidentes de pérdida de refrigerante –considerados en el diseño— no hubieran causado fallos a gran escala de combustible, ya que la cobertura Magnox hubiera retenido la mayor parte del material radiactivo, siempre que el reactor fuera apagado rápidamente.
Como el refrigerante ya es un gas, la presión que puede ocasionar una explosión que se produzca en un proceso de ebullición no es un riesgo, como el que sucedió en la catastrófica explosión de vapor en el accidente de Chernóbil. 
En los más viejos diseños de recipiente de presión de acero, los hervidores y conductos de gas están fuera del escudo biológico de cemento. En consecuencia, este diseño emite una cantidad significativa de radiación gamma y radiación de neutrones, definida como "shine" (brillo) directo. Por ejemplo, las personas más expuestas que vivían cerca del reactor Magnox de la Planta de energía de Dungeness en 2002  recibieron 0,56 mSv, por encima de la mitad de la dosis de radiación máxima recomendada por la Comisión Internacional de Protección Radiológica, sólo del "shine" directo. Las dosis de los reactores de Oldbury y Wylfa, que tienen recipientes de presión de cemento que encapsulan todo el circuito de gas, son mucho más bajas.

## Desinstalación
La Nuclear Decommissioning Authority, United Kingdom (NDA) es la responsable de la desinstalación de las plantas de energía Magnox en el Reino Unido con un coste estimado de £12,6 mil millones. Hay un debate actualmente sobre si la estrategia de desinstalación que debe adoptarse ha de ser a 25 o 100 años.
Además la planta de la BNFL de Sellafield que, entre otras actividades, tiene la del reprocesamiento de combustible gastado Magnox en su planta de B205, tiene un coste estimado de desinstalación de £31,5 mil millones. El combustible Magnox se produce en Springfields cerca de Preston; el coste estimado de desinstalación es de £371 millones. El coste total de desinstalar las actividades Magnox muy posiblemente excede los £2 mil millones, con una media de alrededor de £2 mil millones por emplazamiento de reactor productivo.
Calder Hall se inauguró en 1956 como la primera planta de energía nuclear comercial del mundo, y es una parte significativa de la herencia industrial del Reino Unido. La NDA está considerando preservar el Reactor 1 de Calder Hall como un museo.

## Lista de reactores Magnox en el Reino Unido
- Calder Hall cerca de Whitehaven, Cumbria - 4 unidades de 50 MWe cada una, conectada a la red por primera vez en 1956, apagadas en 2003
- Chapelcross cerca de Annan, Dumfriesshire, 4 unidades de 50 MWe cada una, primera conexión a red en 1959, apagadas en 2003
- Berkeley en Gloucestershire, 2 unidades de 138 MWe cada una, primera conexión a red en 1962, apagadas en 1989.
- Bradwell cerca de Southminster, Essex, 2 unidades de 121 MWe cada una, primera conexión a la red 1962, apagadas en 2002.
- Hunterston "A" entre West Kilbride y Fairlie, Ayrshire 2 unidades de 160 MWe cada una, primera conexión a la red en 1964, apagadas en 1990.
- Hinkley Point cerca de Bridgwater, Somerset, 2 unidades de 235 MWe cada una, primera conexión a la red en 1965, apagadas en 1999. Operador British energy.
- Trawsfynydd en Gwynedd, 2 unidades de 195 MWe cada una, primera conexión a la red en 1965, apagadas en 1991.
- Dungeness "A" en Kent, 2 unidades de 219 MWe cada una, primera conexión a la red en 1966, apagadas en 2006. Operador EDF energía.
- Sizewell "A" cerca de Leiston, Suffolk, 2 unidades de 210MWe cada una, primera conexión a la red en 1966, apagada en 2006.
- Oldbury cerca de Thornbury, South Gloucestershire, 2 unidades de 217 MWe cada una, primera conexión a la red en 1968, apagadas en el 2012.
- Wylfa en Anglesey, 2 unidades de 490 MWe cada una, primera conexión a la red en 1971

## Reactores Magnox exportados por el Reino Unido
- Latina, Italia, 1 unidad de 160 MWe, primera conexión a la red en 1963, apagada en 1987 como consecuencia del Referéndum italiano sobre energía nuclear
- Tokaimura (o Tokai), Japón, 1 unidad de 166 MWe, primera conexión a la red en 1966, apagada en 1998